# Hà Đằng Giao
Hà Đằng Giao (chữ Hán: 何騰蛟, 1592 – 1649), tên tự là Vân Tòng, người Lê Bình, Quý Châu, nhân vật quân sự thời Minh mạt Thanh sơ. Cử nhân đầu năm Thiên Khải, đến những năm Sùng Trinh ông được trao chức Tri huyện Nam Dương, làm quan cần mẫn, nổi tiếng về văn chương. Sau được đề bạt làm tri huyện Đại Hưng, vẫn xử lý mọi việc như hồi ở Nam Dương, đổi sang làm Lang thự, thăng chức Củng Xương binh bị phó sứ, lại giỏi vỗ về tướng sĩ, từng được Tổng đốc Thiểm Tây Hồng Thừa Trù tiến cử lên triều đình. Tác phẩm để lại gồm có Minh Trung Tương vương Hà Đằng Giao tập một quyển, thụy là Văn Liệt.

## Tiểu sử
Hà Đằng Giao xuất thân môn đệ thư hương, tổ phụ Hà Chí Thanh là cống sinh thời Gia Tĩnh triều Minh, được cha dạy dỗ rất nghiêm khắc, có một hôm tra hỏi sách vở không giải được bèn giận dữ lấy nghiên đá đập vào đầu Đằng Giao mắng chửi: "con cái không chịu học, đánh chết không hối tiếc". Năm Thiên Khải thứ nhất (1621), thi đậu cử nhân khoa Tân Dậu. Mùa xuân năm Sùng Trinh thứ 15 (1642), phụng mệnh ra nhậm chức Đạo binh bị Vân Dương Hồ Bắc. Tháng 3 năm Sùng Trinh thứ 16 (1643), nhờ sự tiến cử tích cực từ Sử Khả Pháp, ông giữ thêm chức Hữu thiêm Đô ngự sử. Sau khi Lý Tự Thành bại trận chiến tử, tàn quân Đại Thuận tan đàn xẻ nghé, lại bị hai cánh quân Thanh truy kích, bèn chạy sang đầu quân dưới trướng thủ hạ của Đường vương Chu Duật Kiện là Hà Đằng Giao ở Hồ Nam, cùng nhau hợp sức chống Thanh.
Năm Sùng Trinh thứ 16 (1643), Trương Hiến Trung công hãm Vũ Xương, Vương Tụ Khuê, Vương Dương Cơ trong phủ Sở vương luận bàn việc để lỡ mất thời cơ, đình thần xem đất Sở coi như bỏ đi, không ai dám đến báo tin, liền thăng Đằng Giao làm Hữu thiêm Đô ngự sử, Tuần phủ Hồ Quảng. Quân Đại Thuận chỉ còn mỗi lực lượng của Lý Xích Tâm (Lý Quá) và Cao Nhất Công là tiến vào vùng Kinh Nam. Hà Đằng Giao liên tiếp chiêu mộ đám tướng lĩnh dưới quyền Tả Lương Ngọc gồm Mã Tiến Trung, Trương Tiên Bích, Hoàng Triều Tuyên. Lại bổ nhiệm bọn Hoàng Triều Tuyên, Trương Tiên Bích, Lưu Thừa Tiên, Lý Xích Tâm (Lý Quá), Hác Dao Kỳ (Vĩnh Trung), Viên Tông Đệ, Vương Tiến Tài, Đổng Anh, Mã Tiến Trung, Mã Sĩ Tú, Tào Chí Kiến, Vương Doãn Thành, Lư Đỉnh làm tổng binh, bắt đầu trấn giữ Hồ Nam, sử sách gọi là "Thập tam trấn".
Tháng 6 năm Hoằng Quang thứ nhất (1645), quân Thanh tiến vào Nam Kinh, triều Hoằng Quang diệt vong. Mùa xuân năm 1646, quân Thanh dưới quyền Lặc Khắc Đức Hồn tiến đánh Hồ Quảng, Hà Đằng Giao thống lĩnh đại quân xuất phát từ Trường Sa đánh bại quân Thanh tại Nhạc Châu, Đằng Khê. Đằng Giao trấn thủ Trường Sa được ba năm, quân kỉ nghiêm minh. Ngày 14 tháng 4 năm Long Vũ thứ nhất (1646), quân Thanh tiến đánh Cám Châu, Dương Đình Lân liều chết cố thủ được nửa năm, Hà Đằng Giao điềm nhiên tọa thị không tới cứu, chỉ phái Nam An bá Hác Vĩnh Trung mang theo một vạn binh mã đi qua Sâm Châu tiến vào Long Tuyền (nay là huyện Toại Xuyên tỉnh Giang Tây), Hác Vĩnh Trung khởi hành từ Trường Sa băng qua Hành Châu, mãi tới ngày 2 tháng 9 mới tới Sâm Châu, liền đứng quan sát từ xa không chịu cứu giúp. Một cánh quân khác dưới sự chỉ huy của Trương Tiên Bích cũng đến huyện Du tiếp giáp Giang Tây, sau lại "đóng quân không tiến". Ngày 3 tháng 10, quân Thanh công thành dữ dội, cho đến giữa đêm ngày mồng 4, quân Thanh phá vỡ tường thành, đổ xô vào trong thành, từ phía tường thành cho đến ngõ hẻm đường phố số người chết trận nhiều vô kể, Dương Đình Lân sức cùng lực kiệt không muốn đầu hàng liền nhảy xuống đê Thanh Thủy tự tận, đến rạng sáng, quân Thanh mới chiếm được thành Cám Châu.
Đầu năm Vĩnh Lịch thứ nhất (1647), Khổng Hữu Đức, Thượng Khả Hỉ, Cảnh Trọng Minh thống lĩnh quân Thanh tiến đánh Hồ Nam, tháng 3 vây hãm Nhạc Châu, Tương Âm, nhắm hướng trực tiếp Trường Sa. Trận tuyến chống Thanh phát sinh sự chia cắt. Tổng đốc Hồ Nam Hà Đằng Giao, Tổng binh Vương Tiến Tài buộc phải rút lui nhằm bảo toàn lực lượng. Tháng 3 nhuận năm Vĩnh Lịch thứ 2 (1648), hàng tướng nhà Minh là Kim Thanh Hoàn, Lý Thành Đống trở giáo chống lại nhà Thanh, quân Thanh rút khỏi Hồ Nam. Hà Đằng Giao thừa cơ phản công, chiếm lấy Toàn Châu, Vĩnh Châu, Hành Châu, khôi phục lại cục diện chống Thanh. Tháng 11 cùng năm, Hà Đằng Giao tiến vào đóng quân tại Hành Châu, chuẩn bị tiến công Trường Sa. Thế nhưng lại phát sinh sự phân tranh trong nội bộ toàn quân, Mã Tiến Trung từ phía tây bỏ chạy đến Vũ Cương, Thường Đức thiếu phòng thủ, khiến Hồ Nam đại loạn, không còn khả năng thu nhận được nữa.
Năm Vĩnh Lịch thứ 3 (1649), các trấn nảy sinh hai lòng, tình thế diễn biến xấu, đến tháng giêng, Đằng Giao đến Trường Sa gặp Lý Xích Tâm (Lý Quá), lấy một số ít binh lực phòng thủ Tương Đàm. Tháng 2, quân Thanh chiếm được Tương Đàm, bắt Đằng Giao làm tù binh, Đằng Giao kiên quyết từ chối đầu hàng, ra sức tuyệt thực trong bảy ngày, lại còn ung dung ngâm bài thơ tuyệt mệnh nói rõ chí hướng của mình. Cùng tháng đó, Đằng Giao tự thắt cổ chết ở bên cầu Đại Phụ sông Lưu Thủy, hưởng dương 58 tuổi. Hoàng đế Vĩnh Lịch biết được tin xấu không khỏi kinh hoàng, ba quân khóc lóc thương tiếc, triều đình Nam Minh liền ban cho ông thụy là Văn Liệt.

## Đánh giá
Sử gia Cố Thành nhìn nhận về sự diệt vong của chính quyền Long Vũ, không thể đổ hết mọi tội lỗi cho Trịnh Chi Long, mà bản thân Hà Đằng Giao thật khó biện minh cho lỗi lầm của mình. Long Vũ đế biết là Trịnh Chi Long ngang bướng không chịu nghe theo lời vua, hy vọng Hà Đằng Giao phái tinh binh nghênh giá, đón sang Giang Tây, "lúc quân Thanh tiến công Cám Châu, Long Vũ đế tiến thoái đều cùng đường.Hà Đằng Giao vì muốn giữ vững quyền hành của mình, nên không quan tâm đến đại cục, suốt hàng tháng trời không thèm phái sứ giả báo cáo tình hình lên Long Vũ đế", "Long Vũ đế bị quân Thanh bắt giết, Mân, Cám, Việt lần lượt rơi vào tay giặc, khiến tình hình của Hà Đằng Giao ở Hồ Nam cũng ngày càng gặp khó khăn nhiều hơn."